# Kiyoyuki Yanada
Kiyoyuki Yanada (梁田 清之, Yanada Kiyoyuki), né le 10 mai 1965 à Nerima (Tōkyō) et mort le 14 novembre 2022, est un seiyū. 

## Biographie
Kiyoyuki Yanada travaille pour 81 Produce.

## Rôles
- Dragon Ball GT : Général Rild
- Death Note : Takeshi Ooi